# Joaquín Hidalgo
Joaquín Hidalgo (Guayaquil, 1807 - Buenos Aires, 7 de febrero de 1849) fue un marino ecuatoriano que sirvió en la Armada Argentina durante la Guerra del Brasil alcanzando el grado de comodoro.

## Biografía
Joaquín Hidalgo nació en Guayaquil, Ecuador, en 1807. En 1818 se incorporó a la Primera Escuadra Nacional de Chile comandada por Manuel Blanco Encalada.
Sirvió como guardiamarina en el Galvarino, ex Hecate, bergantín de 398 toneladas y 18 cañones, armado por Martin Guisse y puesto al mando de Juan Tooker Spry.
Integró con el Galvarino la escuadra de la Expedición Libertadora del Perú bajo el mando del general argentino José de San Martín.
Participó en el abordaje de la fragata de la Armada Española Esmeralda el 5 de noviembre de 1820 en el puerto de El Callao, así como en las demás operaciones navales de dicha campaña a las órdenes sucesivamente de Thomas Cochrane y de Guise.
Finalizada la campaña naval Hidalgo regresó a Chile. Se alistó con el grado de teniente en la corbeta de guerra Chacabuco, única de las tres naves adquiridas a Chile por las Provincias Unidas del Río de la Plata que, aunque dañada, llegó a destino en 1826 al mando de Santiago Jorge Bynnon para luchar en la Guerra del Brasil.
Sumándose a la goleta Sarandí, la Chacabuco participó de la campaña corsaria de Brasil hasta que en noviembre de 1826 se separó de su consorte entre Cabo Frío y Río de Janeiro en momentos en que navegaba en conserva con dos presas brasileñas, la goleta Urania y el Defensor Perpetuo.
Posteriormente capturó el bergantín mercante brasileño Medalla del Sud y Joaquín Hidalgo fue designado capitán de presa. Hidalgo se vio separado de la Chacabuco el 2 de enero de 1827 por un temporal al suroeste en la Bahía de Santos y puso rumbo al Río de la Plata. No pudiendo entrar al estuario, siguió al sur probablemente en procura de Carmen de Patagones. Tras varar en un banco, los prisioneros se sublevaron e Hidalgo y sus hombres pudieron escapar al tocar playa en Cabo Corrientes.
El gobernador Manuel Dorrego lo promovió a capitán el 19 de septiembre de 1827. Ascendido a sargento mayor graduado el 7 de marzo de 1828, en junio partió para asumir el mando de la escuadrilla de la Laguna Merim que debería actuar en operaciones combinadas con las fuerzas del general Juan Antonio Lavalleja y el general José María Paz.
A consecuencia de instrucciones recibidas por Paz, el 6 de octubre de 1828 entregó el mando de la escuadrilla en formación al coronel Ignacio Oribe.
El 10 de marzo de 1829 recibió el despacho de sargento mayor efectivo. Para 1830 era teniente coronel graduado y en noviembre de ese año se convertía en el segundo al mando de la escuadrilla del Río Paraná comandada por John Halstead Coe.
Juan Manuel de Rosas ascendió a Hidalgo a teniente coronel efectivo el 23 de febrero de 1831 y a coronel graduado el 8 de junio de 1832. En 1833 intervino en la primera fase de la Campaña de Rosas al Desierto,
En enero de 1834 presidió una comisión de relevamiento hidrográfico de las aguas entre Banco Ortiz y Punta Indio en el Río de la Plata y en febrero intervino como fiscal en el sumario instruido José María Pinedo, comandante de la goleta Sarandí por no resistirse de manera apropiada a la usurpación de las islas Malvinas perpetrada por la corbeta británica HMS Clío al mando del capitán John James Onslow.
Hidalgo continuó prestando servicio en la Capitanía del Puerto de la ciudad de Buenos Aires hasta 1841 cuando se sumó a la escuadra de Brown en la Campaña naval de 1841 (Guerra Grande) contra la flota de Fructuoso Rivera comandada por otro de sus antiguos comandantes, Coe.
El 27 de febrero de 1841 asumió el mando del bergantín General Echagüe (11 cañones) con el que asistió al combate naval del 24 de mayo de 1841. En la primera fase del combate, la escuadrilla de Brown compuesta solo por el Echagüe al mando de Hidalgo y el General Belgrano, buque insignia al mando directo de Guillermo Bathurst, enfrentó con éxito a la escuadra riverista. Al sumarse el bergantín goleta Vigilante (5 piezas, Juan King), la escuadra de Coe se retiró a Montevideo.
El comportamiento de Hidalgo y de Bathurst en ese primer combate, les mereció el elogio de Brown.
En julio de 1841 asumió el mando de la nueva fragata 25 de Mayo con la que participó del Combate de Santa Lucía en la mañana del 3 de agosto de 1841. Brown sostuvo la mayor parte de la acción en solitario con el bergantín General Belgrano. Tras el encuentro, la flota oriental perdió la goleta Rivera pero los daños en el Belgrano obligaron a Brown a suspender el sitio y regresar a Buenos Aires. El parte de Brown del 5 de agosto de 1841 fue sumamente duro con Hidalgo, quien dejó el mando y fue suplantado como comandante accidental por el capitán José González.

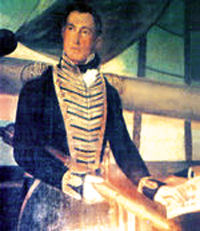
Guillermo Brown.

En noviembre estaba nuevamente al frente de uno de los buques de la escuadra, esta vez del Belgrano, con el que intervino en las acciones del 9 de diciembre que culminarían con la captura del Cagancha.
Asistió finalmente al Combate del 21 de diciembre de 1841 en aguas de Montevideo.
Joaquín Hidalgo falleció en la ciudad de Buenos Aires el 7 de febrero de 1849. Estaba casado con Serafina Brown.